# ピンク・ピンク・ライン
『ピンク・ピンク・ライン』（英: The Thin Pink Line）は、1998年に製作されたアメリカ合衆国のモキュメンタリー映画。

## キャスト
- ハンター・グリーン：ジェイソン・プリーストリー
- クローヴ：ジェニファー・アニストン
- ケリー・グッディッチ：デヴィッド・シュワイマー
- ティム・ブローデリック：マイク・マイヤーズ
- ジョイス・ウィンターガーデーン・ディングル：ジャニーン・ガロファロー
- ロイス・キャノン：ジョー・ディートル
- チャンシー･レッドベター：マイケル・イルピーノ
- ジョスリン・シルバーバーク：キャリー・アイズリー
- スージー：メアリー・リン・ライスカブ
- ダスト：アンドレア・ベンドウォルド
- ダレン・クラーク：ウィル・フェレル
- ミーガン・カヴァナー
- アジアブルー/テリー：マーガレット・チョー
- トミー：デヴィッド・クロス
- ダイアン・デラーノ
- テイト・ドノヴァン
- ジュリア・ブロック：イリーナ・ダグラス
- スザンヌ：モーラ・ティアニー
- ノーラ・ダン
- クリスティーン・エリス
- バーテンダー：ジョエル・マーレイ
- テイラー・ネグロン
- アンディ・リクター
- ノラ：ラスティ・シュウィマー
- モリー・シャノン
- ボブ：ヴィンセント・ヴェントレスカ
- タミー・ブローデリック：ロビン・ルーザン
- ジミー：フィル・ラマール
- ランダール・オーバービー：ブルース・ダニエルズ[1]